# 瑪雅山
瑪雅山（英語：Maya Mountain），是南極洲的山峰，位於維多利亞地的斯科特海岸，處於阿茲特克山和金字塔山之間的泰勒冰川南岸，海拔高度約2,000米，由新西蘭探險隊命名，現時由南極條約體系管理。